# Pseuderia
Pseuderia é um género botânico pertencente à família das orquídeas (Orchidaceae).